# 820 Adriana
820 Adriana este un asteroid din centura principală, descoperit pe 30 martie 1916, de Max Wolf.